# Каміна
Каміна (фр. Kamina) — місто в Демократичній Республіці Конго. Адміністративний центр провінції Верхнє Ломамі. Населення міста за оцінними даними на 2012 рік становить 156 761 осіб.

## Географія
Розташоване в південній частині країни, на висоті 1095 м над рівнем моря.

### Клімат
Місто знаходиться у зоні, котра характеризується кліматом тропічних саван. Найтепліший місяць — березень із середньою температурою 23.3 °C (74 °F). Найхолодніший місяць — червень, із середньою температурою 21.1 °С (70 °F).
| Клімат Каміни           | Клімат Каміни | Клімат Каміни | Клімат Каміни | Клімат Каміни | Клімат Каміни | Клімат Каміни | Клімат Каміни | Клімат Каміни | Клімат Каміни | Клімат Каміни | Клімат Каміни | Клімат Каміни | Клімат Каміни |
| Показник                | Січ.          | Лют.          | Бер.          | Квіт.         | Трав.         | Черв.         | Лип.          | Серп.         | Вер.          | Жовт.         | Лист.         | Груд.         | Рік           |
| Абсолютний максимум, °C | 31            | 31            | 32            | 31            | 32            | 31            | 32            | 33            | 34            | 33            | 31            | 30            | 34            |
| Середній максимум, °C   | 27            | 27            | 28            | 28            | 28            | 28            | 28            | 30            | 30            | 28            | 27            | 28            | 28            |
| Середня температура, °C | 22            | 22            | 23            | 22            | 22            | 21            | 20            | 22            | 23            | 22            | 22            | 22            | 22            |
| Середній мінімум, °C    | 17            | 17            | 18            | 17            | 16            | 14            | 13            | 15            | 17            | 17            | 17            | 17            | 16            |
| Абсолютний мінімум, °C  | 15            | 14            | 15            | 15            | 13            | 10            | 11            | 10            | 13            | 12            | 15            | 15            | 10            |
| Норма опадів, мм        | 200           | 170           | 200           | 80            | 20            | 0             | 0             | 0             | 30            | 130           | 160           | 210           | 1240          |
| Днів з дощем            | 9             | 10            | 9             | 6             | 2             | 0             | 0             | 0             | 2             | 8             | 10            | 10            | 66            |
| Вологість повітря, %    | 86            | 86            | 85            | 77            | 63            | 53            | 48            | 52            | 64            | 75            | 83            | 85            | 71            |
| ----------------------- | ------------- | ------------- | ------------- | ------------- | ------------- | ------------- | ------------- | ------------- | ------------- | ------------- | ------------- | ------------- | ------------- |
| Джерело: Weatherbase    |               |               |               |               |               |               |               |               |               |               |               |               |               |

## Транспорт
Каміна є важливим залізничним вузлом, три лінії залізниць йдуть з Каміни на північ, захід і південний схід. У місті також є два аеропорти: цивільний і військовий.

## Військова база
Після Другої світової війни в Каміні була створена велика військова база бельгійських збройних сил. Великий комплекс складався з Бази 1, авіабази, що використовувалася для льотної підготовки, та Бази 2, що використовувалася для підготовки парашутистів. Коли Конго здобуло незалежність у червні 1960 року, Бельгія, за погодженням з конголезьким урядом, спочатку зберігала контроль над базою в Каміні, але в жовтні 1960-го року контроль над базою був переданий ООН  . База ніколи не була під контролем самопроголошеної Держави Катанга, хоча її війська окупували сусіднє місто Камінавіль.
На початку 1964 року ООН передала базу в Каміні конголезьким збройним силам.